# 秋山進
秋山 進（あきやま すすむ、1963年 - ）は、日本の経営・リスクマネジメントコンサルタント。プリンシプル・コンサルティング・グループ代表取締役。

## 経歴
1963年奈良県生まれ。京都大学経済学部卒業。1987年リクルート入社。人材サービス事業本部にて商品企画を担当。リクルートブックからネット商品に転換する際（リクルートブック・オン・ザ・ネット）の企画責任者。その後、コンピュータ・ベースド・テスト（CBT）運営において世界最大のプロメトリックの日本法人（当時アール・プロメトリック）の戦略担当Vice President、個人のプロフェッショナルを支援するNPOインディペンデントコントラクター協会理事長、産業再生機構下のカネボウ化粧品CCO代行などを経て、リスクマネジメントを中核にした専門家グループであるプリンシプル・コンサルティング・グループを設立し代表取締役に就任。ダイヤモンド・オンライン、日経ビジネス電子版などでの連載のほか、リスクマネジメント、人材組織に関する著書多数。麹町アカデミア学頭。国際大学GLOCOM客員研究員、テイクアンドギヴ・ニーズ社外取締役、芝浦工業大学監事。

## 人物
ヅカ男子の会会長
自らが学頭を務める麹町アカデミアでシリーズ化している人気講座のひとつに「中本千晶のタカラヅカ学」があり、開校時は初心者だったが、受講を重ねるうちに宝塚にハマっていき、ヅカ男子の会を結成。

才能発掘が趣味
リクルート時代、里山十帖や箱根本箱で注目されている岩佐十良さん（当時武蔵野美大の学生）に大学生向けの雑誌のメインの編集企画を担当させた。ベストセラー「絵を見る技術」の秋田麻早子を10年以上前にブログで発見し、その圧倒的な面白さに度肝を抜かれ、本人に会いたくて「ネットでナンパ」した。その面白さを多くの人に紹介したいと、自身が学頭を務める麹町アカデミアに登壇してもらったところ、編集者の目にとまって出版が進み、ベストセラーになった。

## 著書
- 『転職1年目の教科書 副業でも使える61のルール』（日本能率協会マネジメントセンター、2021年6月）ISBN 978-4820729150
- 『これだけは知っておきたいコンプライアンスの基本24のケース 「会話で学ぶ」ビジネストラブル防止対策』（日本能率協会マネジメントセンター、2020年10月）ISBN 978-4820728436
- 『職場の「やりづらい人」を動かす技術』(KADOKAWA、2018年3月）ISBN 978-4046023131
- 『社長が〝将来〟役員にしたい人 これからのリーダー・管理者のためのビジネスセンスを磨く25の習慣』(日本能率協会マネジメントセンター、2017年1月） ISBN 978-4820719571
- 『「会社の悪口」は8割正しい コンサルタントが教えるダメな会社の困った病 』(SBクリエイティブ、2015年6月）ISBN 978-4797382884
- 『「一体感」が会社を潰す 異質と一流を排除する＜子ども病＞の正体 』(PHPビジネス新書)（PHP研究所、2014年2月）ISBN 978-4569811529
- 『それでも不祥事は起こる』（日本能率協会マネジメントセンター、2008年8月）ISBN 978-4820717263
- 『転職後、最初の1年にやるべきこと―新しい組織で成功するための56の教え』（日本能率協会マネジメントセンター、2004年11月）ISBN 978-4820716402
- 『愛社精神ってなに?―第二新卒はなぜ起こるのか』（プレジデント社、1992年4月)  ISBN 978-4833414463

共著
- 佐藤 信也、秋山 進他著『社長の思いが伝わる「ビジョン検定」のすすめ』（日本能率協会マネジメントセンター, 2012年12月）　ISBN 978-4820718574

- 中島 茂 、秋山 進著『社長！ それは「法律」問題です　知らないではすまないビジネスのルール』 (日経ビジネス人文庫)　（日本経済新聞出版、2002年6月） ISBN 978-4532149857
- R25編集部、秋山進著『「法令遵守」時代のビジネスNG事例集50 』 (R25新書MOOKシリーズ)(リクルート、2007年11月）ISBN 978-4862071033
- 秋山 進 、山田 久著『インディペンデント・コントラクター: 社員でも起業でもない「第3の働き方」』（日本経済新聞出版、2004年9月）　ISBN 978-4532311629
- 梅村 正義 ,秋山 進 他著『プロマネの野望―やっかいな顧客のタイプ別攻略法』（翔泳社、2004年5月）ISBN 978-4798106502
- 中島 茂 、秋山 進著『実践コンプライアンス講座 これって、違法ですか?―社員が直面するビジネストラブル解決法』（日本経済新聞出版、2003年11月） ISBN 978-4532310899